# آرامستان کنفوسیوس
آرامستان کنفوسیوس (三孔) در شهر تاریخی تایفو، استان شاندونگ چین، آرامگاهی است که محل دفن کنفوسیوس، برخی از شاگردان او و هزاران نفر از نوادگانش است. این مکان که از سال ۱۹۹۴ به‌عنوان بخشی از میراث جهانی یونسکو ثبت شده، شامل معبد کنفوسیوس و عمارت خاندان کونگ نیز می‌شود و به‌طور کلی با نام «سه مکان کنفوسیوسی» شناخته می‌شود.
دیرینگی آرامگاه به دوران دودمان ژو بازمی‌گردد و در طول تاریخ دستخوش ۱۳ بازسازی شده است. دیوار محیطی آن در قرن هجدهم به طول ۷٫۵ کیلومتر گسترش یافت و اکنون مساحتی حدود ۱۸۳ هکتار را پوشش می‌دهد. قدیمی‌ترین قبرها به دوران ژو و جدیدترین آنها به نسل‌های ۷۶ و ۷۸ نوادگان کنفوسیوس تعلق دارند. در این آرامگاه بیش از ۴۰۰۰ کتیبه سنگی از دوره‌های مختلف تاریخی چین، از جمله دودمان‌های سونگ، مینگ و چینگ، به چشم می‌خورد.
در آرامگاه، مقبره کنفوسیوس به شکل تپه‌ای مخروطی قرار دارد و در اطراف آن سنگ‌افراشته‌ها و قبرهای نوادگان او به چشم می‌خورد. برخی از مقبره‌ها به دلیل اعطای عناوین اشرافی به نوادگان کنفوسیوس، دارای نمادهای نجیب‌زادگان هستند. این مکان که با بیش از ۱۰ هزار درخت پوشیده شده، حالتی جنگلی دارد و همچنان یکی از مهم‌ترین مراکز تاریخی و فرهنگی چین محسوب می‌شود.